# Explora Journeys
Explora Journeys est une compagnie de croisière de luxe appartenant au groupe MSC.
Le nom signifie « Voyages d'exploration ». Le segment de marché et de clientèle se différencie très nettement de celui de la maison-mère qui est plus "tous publics".
Avec cette nouvelle compagnie, le groupe MSC investit le marché de la croisière de luxe, jusqu'alors mal assuré par le MSC Yacht Club sur certains de ses paquebots, et se positionne par rapport à la concurrence de Norwegian Cruise Line (avec sa filiale Regent Seven Seas Cruises), le Groupe Carnival avec Seabourn Cruise Line ou les filiales de Royal Caribbean International (Silversea Cruises (en) et Hapag-Lloyd cruises (en)), entre autres.

## Histoire
En octobre 2018, le groupe MSC a annoncé une commande auprès de Fincantieri pour quatre navires de croisière de luxe. Ce nombre a ensuite été porté à six, avec des livraisons prévues jusqu'en 2028.
Le premier navire de la ligne, Explora I, a achevé ses essais en mer en avril 2023. La livraison a été retardée en raison de panneaux anti-incendie défectueux. Sa première croisière débute le 1er août 2023 au départ de Copenhague,.

## Flotte
À partir de 2023, la flotte reçoit son premier navire, en 2025 deux sont en services, deux sont en constructions depuis septembre 2024 ; plusieurs autres sont en commande auprès de Fincantieri.
| Nom        | Constructeur                     | Année de construction | GT     | Numéro OMI | Drapeau | Remarques |
| ---------- | -------------------------------- | --------------------- | ------ | ---------- | ------- | --------- |
| Explora I  | Fincantieri, Monfalcone, Italie. | 2023                  | 64 000 | 9869875    | Malte   |           |
| Explora II | Fincantieri, Monfalcone, Italie. | 2024                  | 64 000 | 9869887    | Malte   |           |

July 2025
,,,,,,,

Explora IV: Genova,